# انگلشوف
انگلشوف (به آلمانی: Engelschoff) یک شهر در آلمان است که در Oldendorf-Himmelpforten واقع شده‌است. انگلشوف ۷۵۷ نفر جمعیت دارد.